# 4601 Людкевич
4601 Людкевич (4601 Ludkewycz) — астероїд головного поясу, відкритий 3 червня 1986 року.
Тіссеранів параметр щодо Юпітера — 3,334.